# 11-бета-гидроксистероиддегидрогеназа, тип 2
11-бета-гидроксистероиддегидрогеназа, тип 2 — фермент человека, участвующий в стероидогенезе и кодируемый геном HSD11B2 на 16-й хромосоме. Представляет собой одну из двух изоформ фермента 11β-HSD.

## Медицинское значение
Мутации гена HSD11B2 вызывают недостаточность 11-бета-кеторедуктазы или «синдром кажущегося избытка минералокортикоидов» (OMIM 218030).